# Eero Markkanen
Pour les articles homonymes, voir Markkanen.
Eero Markkanen, né le 3 juillet 1991 à Jyväskylä en Finlande est un footballeur international finlandais. Il joue actuellement au PK-35.
Il est le fils de l'ancien joueur de basket-ball Pekka Markkanen et le frère de Lauri Markkanen actuel joueur du Utah Jazz, lui aussi basketteur.

## Biographie
En juillet 2014, il signe au Real Madrid Castilla pour un montant estimé à 3,5 millions d'euros par la presse suédoise. Il était alors l’une des priorités du recrutement du nouvel entraîneur de la réserve du Real Madrid, Zinédine Zidane,.  
Le 21 août 2015, il est renvoyé du Real Madrid Castilla en raison d'une prise de poids jugée excessive (18 kg) durant l'été. 
Il rebondit au RoPS, signant un contrat jusqu'à la fin de la saison.
Le 8 janvier 2019, alors qu'il est sans club depuis le début de l'année, il marque son premier but international contre la Suède en match amical, permettant ainsi à sa sélection d'obtenir une victoire inattendue (0-1).